# Jaak Mae
Jaak Mae (Järva-Jaani, URSS, 25 de febrero de 1972) es un deportista estonio que compitió en esquí de fondo. 
Participó en cinco Juegos Olímpicos de Invierno, entre los años 1994 y 2010, obteniendo una medalla de bronce en Salt Lake City 2002, en la prueba de 15 km. Ganó una medalla de plata en el Campeonato Mundial de Esquí Nórdico de 2003, en la misma prueba.

## Palmarés internacional
| Juegos Olímpicos   | Juegos Olímpicos                | Juegos Olímpicos  | Juegos Olímpicos |
| Año                | Lugar                           | Medalla           | Prueba           |
| ------------------ | ------------------------------- | ----------------- | ---------------- |
| 2002               | Salt Lake City (Estados Unidos) | Medalla de bronce | 15 km            |
| Campeonato Mundial |                                 |                   |                  |
| Año                | Lugar                           | Medalla           | Prueba           |
| 2003               | Val di Fiemme (Italia)          | Medalla de plata  | 15 km            |